# Brandon Oldenburg
Brandon Oldenburg (* 1973/1974 in Fort Worth, Texas) ist ein US-amerikanischer Animator.

## Leben
Oldenburg besuchte bis 1991 die Richland High School, wo er bereits an Filmkursen teilnahm. Er studierte anschließend am Ringling College of Art and Design in Sarasota Illustration und war 1995 Mitbegründer der Reel FX Creative Studios in Dallas. Das Studio spezialisierte sich auf Gestaltungen und Spezialeffekte im Film- und Fernsehbereich.
Im Jahr 2009 verließ Oldenburg Reel FX und gründete mit William Joyce in Shreveport das Animationsfilmstudio Moonbot Studios. Ihr erster gemeinsamer Film wurde The Fantastic Flying Books of Mr. Morris Lessmore, der im Januar 2011 seine Premiere erlebte. Der Kurzanimationsfilm wurde 2012 mit einem Oscar in der Kategorie Bester animierter Kurzfilm ausgezeichnet.

## Filmografie (Auswahl)
- 2002: The Keyman
- 2002: Spy Kids 2 – Die Rückkehr der Superspione (Spy Kids 2: Island of Lost Dreams)
- 2003: G.I. Joe: Spy Troops the Movie (TV)
- 2003: Saving Jessica Lynch (TV)
- 2004: Der perfekte Rockstar (Pixel Perfect)
- 2004: Halloweentown 3 (TV)
- 2004: G.I. Joe: Valor vs. Venom
- 2005: Robots
- 2007: Mr. Magoriums Wunderladen (Mr. Magorium’s Wonder Emporium)
- 2010: Super
- 2011: The Fantastic Flying Books of Mr. Morris Lessmore
- 2013: The Numberlys
- 2013: The Scarecrow
- 2014: Silent
- 2014: The Raven